# Napaeus pygmaeus
Napaeus pygmaeus е вид коремоного от семейство Enidae.

## Разпространение
Видът е разпространен в Испания (Канарски острови).